# Lactarius tomentosomarginatus
Lactarius tomentosomarginatus é um fungo que pertence ao gênero de cogumelos Lactarius, da ordem Russulales. Encontrado na América do Norte, foi descrito cientificamente em 1979 pelos micologistas norte-americanos Lexemuel Ray Hesler e Alexander H. Smith.